# Fingig
Fingig (luxembourgeois : Féngeg) est une section de la commune luxembourgeoise de Käerjeng située dans le canton de Capellen.

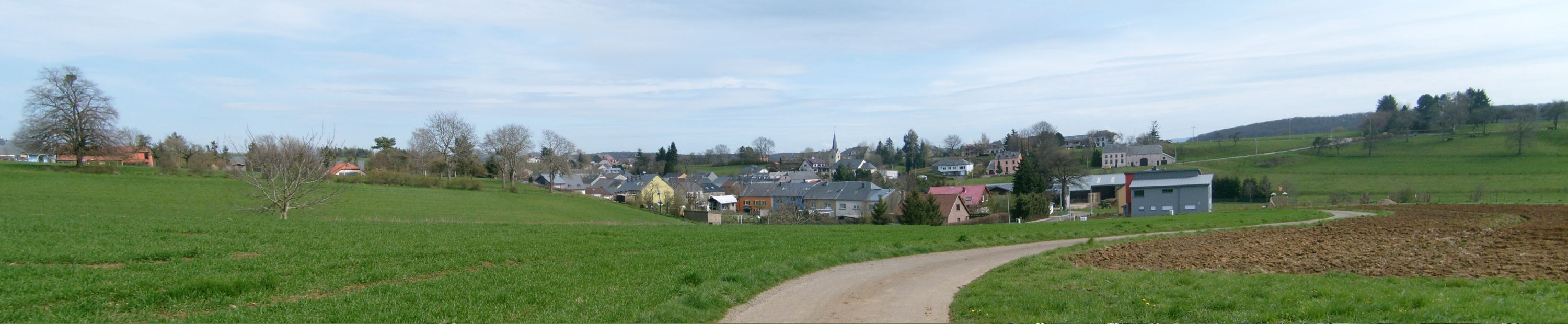
Vue du village depuis le nord

## Histoire
Avant le 1er janvier 2012, Fingig faisait partie de la commune de Clemency qui fut dissoute lors de la création de la commune de Käerjeng.